# Российский фонд прямых инвестиций
Российский фонд прямых инвестиций (РФПИ) — суверенный инвестиционный фонд Российской Федерации, созданный правительством России в 2011 году для инвестиций в лидирующие компании наиболее быстрорастущих секторов экономики. Во всех сделках РФПИ выступает соинвестором вместе с крупнейшими в мире институциональными инвесторами — фондами прямых инвестиций, суверенными фондами, а также ведущими отраслевыми компаниями. РФПИ таким образом играет важную роль в привлечении прямых инвестиций в экономику России.
Капитал под управлением Фонда — 10 миллиардов долларов. Российский фонд прямых инвестиций инвестировал и одобрил для этих целей более 2,1 трлн рублей, из них более 200 млрд рублей — средства РФПИ и более 1,9 трлн рублей — средства соинвесторов, партнеров и банков. РФПИ также привлек более $40 млрд иностранного капитала в российскую экономику, выстроив ряд долгосрочных стратегических партнерств.

## История
Фонд создан в июне 2011 года под руководством Президента Российской Федерации Дмитрия Медведева и премьер-министра Владимира Путина.
В первый год работы фондом были совершены сделки по приобретению акции ММВБ-РТС и Энел ОГК-5.
В июне 2012 РФПИ и Китайской инвестиционной корпорацией (CIC) был учрежден Российско-китайский инвестиционный фонд.
2 июня 2016 года Президент РФ Владимир Путин подписал Федеральный Закон «О Российском Фонде Прямых Инвестиций», который выводит РФПИ из структуры Внешэкономбанка и наделяет его статусом суверенного фонда России.
В 2019 году ПАО «Сбербанк», Российский фонд прямых инвестиций (РФПИ) и Правительство Российской Федерации подписали соглашения о сотрудничестве с целью развития в России высокотехнологичной области «Искусственный интеллект» в соответствии с национальной стратегией развития искусственного интеллекта до 2030 года. Ключевыми задачами данного направления являются развитие научного потенциала в сфере технологий искусственного интеллекта, подготовка квалифицированных кадров в области ИИ и создание благоприятной правовой среды для оборота данных и устранение регуляторных препятствий, разработка программного обеспечения и внедрение ИИ-решений в различные отрасли и государственные органы, а также популяризация технологий искусственного интеллекта среди широкого круга пользователей. Ответственность за развитие экосистемы искусственного интеллекта в России возложена на ПАО «Сбербанк», а функция привлечения инвестиций в российские проекты и компании в области ИИ закреплена за РФПИ.

## Управление фондом
В структуру управления РФПИ входит Наблюдательный совет с участием представителей государства, а также Международный экспертный совет.
Международный экспертный совет РФПИ является совещательным органом, который не принимает стратегических и операционных решений и представляет собой площадку для неформального общения и обсуждения вопросов. В Совет входят руководители ведущих мировых суверенных и инвестиционных фондов. Совет собирается один раз в год, периодически осуществляет ротацию и пополняется новыми участниками.
Генеральный директор — Кирилл Александрович Дмитриев, назначен руководителем фонда в 2011 году.

## Стратегические партнерства и инвестиционные платформы
Российско-китайский инвестиционный фонд
Совместно с Китайской инвестиционной корпорацией (CIC) РФПИ создал Российско-китайский инвестиционный фонд (РКИФ) с капиталом $2 млрд, 70 % которого будет проинвестировано в России. Ожидается, что ещё до $2 млрд от китайских и международных инвесторов будет привлечено в капитал фонда.
Совместный инвестиционный фонд РФПИ и суверенного фонда ОАЭ Mubadala
В 2013 году РФПИ и суверенный фонд ОАЭ Mubadala договорились о создании совместного фонда объёмом $2 млрд. Его основной задачей стало осуществление совместных инвестиций в долгосрочные проекты в различные секторы российской экономики. Под управлением Mubadala находятся $5 млрд, выделенные Департаментом финансов Абу-Даби для инвестиций в инфраструктуру России. В октябре 2014 года Mubadala, РФПИ и девелоперская компания «ДГ-19» создали совместное предприятие.
В 2016 году Mubadala вместе с Российским фондом прямых инвестиций купили складские комплексы «PNK-Чехов – 3» и «PNK – Северное Шереметьево». Стоимость сделки оценивалась в 7,2 - 8,2 млрд руб. В 2018 году Mubadala совместно с Российским фондом прямых инвестиций купили у структур ВТБ 22,5% Russian Fitness Group, владеющей фитнес-клубами World Class.
Российско-саудовский инвестиционный фонд
РФПИ и суверенный фонд королевства Саудовская Аравия создали партнерство, в рамках которого стороны осуществляют совместные инвестиции в привлекательные проекты, в том числе в области инфраструктуры и сельского хозяйства на территории России. PIF вложил в партнерство $10 млрд, создан Российско-саудовский инвестиционный фонд.
По информации генерального директора РФПИ Кирилла Дмитриева, инвестиции Саудовской Аравии в российскую экономику, составившие с 2015 года триллион рублей, позволили реализовать на территории страны более 40 проектов. Среди них — запуск ряда технопарков и строительство дублёра Кутузовского проспекта в Москве. В 2023 году РФПИ запланировал привлечение ещё одного триллиона инвестиций из Саудовской Аравии в течение ближайших двух лет.
Российско-французская инвестиционная платформа
РФПИ и Caisse des Dépôts International запустили Российско-французскую инвестиционную платформу, ориентированную на инвестирование в широкий спектр активов, включая долговые инструменты, инфраструктуру и недвижимость в России и Франции, способствующих усилению экономического сотрудничества между странами.
Совместный фонд с Qatar Holding
РФПИ и суверенный фонд Катара Qatar Holding договорились о создании совместного фонда, который будет сфокусирован на осуществлении совместных инвестиций в проекты преимущественно на территории Российской Федерации.
Российско-итальянская инвестиционная платформа
РФПИ и Fondo Strategico Italiano (FSI) подписали меморандум о создании Российско-итальянской инвестиционной платформы. Планируемый объём средств под управлением партнеров — €1 млрд. Инвестиции будут направлены в компании и проекты, способствующие укреплению внешней торговли и увеличению объёма прямых иностранных инвестиций между Италией и Россией.
Российско-японский инвестиционный фонд
РФПИ и Japan Bank for International Cooperation (JBIC) создали Российско-японский инвестиционный фонд, в рамках которого стороны намерены вести совместный поиск и реализацию инвестиционно-привлекательных проектов, способствующих укреплению торгово-экономического и инвестиционного сотрудничества двух стран. Согласно достигнутым договоренностям, инвестиции РФПИ и JBIC в совместный фонд составили до $500 млн с каждой стороны.
Сотрудничество с Кувейтским инвестиционным фондом
РФПИ запустил механизм автоматического соинвестирования, первым участником которого стал Кувейтский инвестиционный фонд (KIA) с начальной инвестицией $500 млн. Впоследствии фонд удвоил объём инвестиций с РФПИ до $1 млрд. Этот механизм дает международным инвесторам возможность автоматически участвовать в каждой сделке РФПИ пропорционально своим инвестициям.
Меморандум о сотрудничестве с инвестиционным фондом Бахрейна Mumtalakat
РФПИ и инвестиционный фонд Королевства Бахрейн Mumtalakat подписали Меморандум о сотрудничестве. Целью данного партнерства является обмен информацией и опытом в секторах, представляющих взаимный интерес для обеих сторон, и поиск инвестиционных возможностей в России и Бахрейне.
Сотрудничество с Rönesans Holding
РФПИ и ведущая строительная, девелоперская и инвестиционная компания Rönesans Holding договорились о расширении инвестиционного сотрудничества. Стороны ведут поиск привлекательных инвестиционных проектов на территории Российской Федерации. В качестве приоритетных направлений сотрудничества РФПИ и Rönesans Holding выделили сферы здравоохранения, строительства, инфраструктуры и коммерческой недвижимости.
Российско-китайский венчурный фонд
РКИФ и китайская компания Tus-Holdings договорились о создании совместного Российско-китайского венчурного фонда, способствующего развитию потенциала торгово-экономического, инвестиционного и научно-технического сотрудничества в России и КНР.

## Санкции
24 февраля 2022 года, на фоне вторжения России на Украину, РФПИ включён в санкционный список Канады «за роль в обеспечении или поддержке неспровоцированного и неоправданного вторжения России на Украину».
28 февраля 2022 года РФПИ, связанные с ним компании и директор, включены в санкционный список США. Власти страны отмечают что фонд рассматривается ими как подставной фонд для президента Владимира Путина, являясь олицетворением российской клептократии в целом. Минфин США указал что целью фонда было привлечение инвестиций в Россию из-за рубежа, при этом через данный фонд Россия получала выгоду от доступа к американской финансовой системе.
1 марта 2022 года фонд и директор попали в санкционный список Великобритании так как РФПИ финансирует проекты, имеющие стратегическое значение для России.
По аналогичным основаниям РФПИ находится под санкциями Австралии, Украины и Новой Зеландии.

## Проекты РФПИ
Проекты РФПИ распределены по 6 ключевым направлениям:

### Улучшение качества жизни
- ГК «Мать и дитя»[47]
- Герофарм[48]
- Всероссийская сеть диагностики и лечения онкологических заболеваний[49]
- Программа по экологически чистой переработке мусора в электроэнергию по всей стране[50]
- Детский мир[51]
- Больница № 40 Санкт-Петербурга[52]
- Сеть кинотеатров КАРО[53]
- World Class[54]
- Развитие лучевой диагностики в регионах[55]
- Сеть магазинов «Фасоль»[56]
- Alium[57]
- Р-Фарм[58]

### Развитие инфраструктуры
- Строительство технопарка на территории бывшего аэродрома «Тушино»[59]
- Строительство ЦКАД 3 и 4[60]
- 1-й железнодорожный мост между Россией и Китаем[61]
- Транспортный холдинг совместно с УК «Лидер»[62]
- Московская биржа[63]
- Всероссийская сеть железнодорожных путепроводов[64]
- Аэропорт Пулково[65]
- Ренессанс холдинг[66]
- Транснефть[67]
- Автодорога М4[68]
- Энел Россия[69]
- Аэрофлот[70]
- Интер РАО[71]
- Совкомбанк[72]
- Электрощит — Самара[73]
- Строительство автомобильной дороги на участке Дальнего западного обхода Краснодара[74]
- Транснефть-телеком[75]

### Импортозамещение и экспортный потенциал
- UFC[76]
- Запсибнефтехим
- Волтайр-Пром[77]
- Вертолеты России[78]
- Терминал в порту Усть-Луга[79]
- ФосАгро[80]
- Dakaitaowa[81]
- Совместные проекты с ПАО «Газпром Нефть»[82]
- ARC International[83]
- En+[84]
- C.P. Group[85]
- TH Milk[86]
- Борец
- Интергео[87]
- Оренбив[88]

### Развитие регионов РФ
- Строительство малых ГЭС в Карелии[89]
- Устранение «цифрового неравенства»[90]
- Аэропорт Владивостока[91]
- Tigers Realm Coal[92]
- Магнит[93]
- RFP Group[94]
- Полюс[95]
- Алроса[96]
- Лента[97]

### Повышение эффективности
- Нефтетранссервис[98]
- Cotton Way[99]
- Строительство «интеллектуальных сетей»[100]
- Логистическая платформа PLT[101]
- Globaltruck[102]
- АвтоПартнерс[103]

### Технологическое развитие
- Алиэкспресс Россия[104]
- Doctis[105]
- Infowatch[106]
- ivi.ru[107]
- Хирургический робот[108]
- Deliver[109]
- Биржа металлов[110]
- Hyperloop[111]
- Трекмарк[112]
- 1-й Российско-Китайский венчурный фонд с компанией Tus Holdings[113]
- Way Ray[114]
- Моторика[115]

## РФПИ и COVID-19
С самого начала пандемии РФПИ играет ключевую роль в борьбе с коронавирусной инфекцией в России. Работая совместно с ведущими мировыми институциональными инвесторами, РФПИ отобрал и профинансировал создание наиболее перспективных систем для тестирования на наличие коронавируса, препаратов для его лечения и вакцин. РФПИ поддерживает разработку российской вакцины Спутник V и Спутник Лайт в Национальном исследовательском центре эпидемиологии и микробиологии имени почётного академика Н. Ф. Гамалеи, а также инвестирует в массовое производство вакцины портфельными компаниями.

## Центр привлечения инвестиций в регионы России
В рамках РФПИ работает Центр привлечения инвестиций в регионы России INVEST IN RUSSIA. За счет применения наилучших мировых практик, а также опыта РФПИ по взаимодействию с зарубежными партнерами, Центр будет содействовать продвижению перспективных инвестиционных проектов и поиску иностранных инвесторов.

## Другие инициативы РФПИ
РФПИ активно вовлечен в программу развития молодых профессионалов и лидеров России, в качестве наставника поддерживает конкурс для руководителей нового поколения «Лидеры России» и запустил программу трудоустройства и стажировок для финалистов конкурса.
Фонд также развивает отношения и поддерживает культурный диалог со странами-партнерами, в том числе реализуя знаковые проекты совместно с ведущими театрами и музеями России, такими как Мариинский театр, Государственный Эрмитаж, Государственный Русский музей и другие.

## Оценки эффективности инвестиций
Как пример одной из самых выгодных инвестиций РФПИ рассматривают вложения в 2016 году в «Детский мир». При выходе компании на IPO в 2017 фонд продал 10 % акций, доходность составила 88 % в долларах. Ещё одна удачная инвестиция РФПИ — в Московскую биржу, акции которой фонд собирал в 2012—2013 годах. Даже с учётом девальвации рубля 2014 года доходность инвестиций РФПИ в Мосбиржу в долларах составляла к 2021 году около 18 %. Высокую оценку получили инвестиции РФПИ в создание, наращивание производства и экспорт вакцины против коронавируса «Спутник V». «Ведомости» оценивали их как пример вложений, трансформирующий целую отрасль, что способно привести к многократному росту фармацевтического экспорта.
Среди худших инвестиций рассматривают участие в SPO «Ленты». Потери фонда к 2021 году составили около 43 %. Другой значительной потерей является вложение РФПИ в компанию «Транснефть». В марте 2017 года РФПИ совместно с партнёрами купила привилегированных акций на $22 млн, а затем в декабре 2017 года докупила акций ещё на $114 млн. После этого глава РФПИ Кирилл Дмитриев вошёл в состав совета директоров «Транснефти» для работы по повышению инвестиционной привлекательности и капитализации компании. Однако несмотря на это к началу 2021 года убыток от инвестиций РФПИ в «Транснефть» составлял около 38 % в долларах.
С 2014 года РФПИ было вместе с компаниями Китая было реализовано 50 проектов на 780 млрд рублей инвестиций. Практически в каждый третий проект фонда был привлечённый капитал из КНР. По словам главы РФПИ Кирилла Дмитриева 60% по количеству проектов между Москвой и Пекином — это деятельность РФПИ. Выручка компаний с такими российско-китайскими инвестициями в 2023  году составила более 4 трлн рублей.